# Dinamica scoarței terestre
Formarea și deplasarea plăcilor tectonice au loc datorită structurii interne a Pământului. Aceasta definește dinamica scoarței terestre. Dinamica scoarței terestre ne arată, de asemenea, aspectul actual al planetei noastre și permite reconstruirea configurației continentelor, pentru a vedea cum au arătat continentele și bazinele oceanice de-a lungul timpului.

## Formarea plăcilor tectonice

Amplasarea principalelor plăci litosferice

Scoarța terestră nu este nici netedă și nici continuă. Crăpături adânci ce ajung până la manta fragmentează litosfera în mai multe plăci tectonice. Formarea plăcilor tectonice este datorată presiunii create de curenții magmatici din mantaua Pământului asupra scoarței terestre. Aceștia se formează ca rezultat a ridicării magmei fierbinți spre partea superioară a mantalei, urmând să ia locul magmei mai reci care, la rândul ei va coborî în adâncime.
Ramurile ascendente ale curenților din manta din două inele vecine creează o presiune foarte mare asupra scoarței terestre, subțiind-o până când aceasta se fisurează până la suprafață. Această spărtură se numește rift și determină fragmentarea plăcii tectonice existente în două plăci mai mici. Prin rift, magma ajunge la suprafața scoarței și, datorită pierderii gazelor din componență devine lavă.

### Mobilitatea plăcilor tectonice
Plăcile tectonice sunt mobile. Ele se deplasează pe suprafața mantalei cu 3-4 cm/an. Magma iese încontinuu la suprafață prin rift iar marginile acestuia încep să se depărteze. În spațiul rezultat din depărtarea marginilor riftului se formează, prin răcirea magmei o scoarță oceanică alcătuită din roci bazaltice. Odată cu trecerea timpului, în acest loc se va forma fundul unei mări iar, mai târziu va forma fundul unui nou ocean. Astfel se explică formarea a două oceane: Oceanul Atlantic și Oceanul Indian.

### Căldura  ce acționează plăcile
Sub scoarța terestră se află mantaua,un strat gros de material dens,care separă scoarța Pământului de nucleu. Mantaua este alcătuita din rocă, însă din pricina temperaturii foarte ridicate, aceasta se află în stare semilichidă. Temperatura și mai ridicată a nucleului ajută la formarea curenților de convecție care determină mantaua să se extindă la extremitatea superioară, unde se răcește, iar apoi se scufundă din nou.
Căldura  provoacă topirea rocilor și ridicarea acestora spre suprafața ca lavă topită. Aceasta curge prin solul marin, creând lanțuri vulcanice subacvatice și uneori chiar insule vulcanice precum Islanda.

## Formarea cutremurelor de pământ
În timpul deplasării plăcilor tectonice, acestea inevitabil vor întâlni alte plăci tectonice în cale. Acestea se vor ciocni iar placa mai grea va intra sub placa mai ușoară, se va afunda în mantaua Pământului și se va topi. Acest proces se numește subducție. Crăpătura scoarței pe unde placa pătrunde în manta se numește fosă.
De multe ori au loc cutremure de pământ și erupții vulcanice în zonele de rift și de subducție.